# 碎层云
碎层云（学名：Stratus fractus，缩写： St fra )，是层云的一种。碎层云的形状破碎，外观处在不断变化之中。相比于碎积云，其颜色往往更深、结构更为分散，垂直延伸的程度更小。